# Livländska dragonskvadronen (H.G. von Buddenbrock)
Livländska dragonskvadronen var en av kronoarrendatorerna uppsatt dragonskvadron under stora nordiska kriget 1700–1721. Skvadronen skall inte förväxla med andra livländska förband och regementen under samma tid.

## Historia
Förbandet sattes upp av kronoarrendatorer i Livland år 1700 till landets försvar. Cheferna Buddenbrock och Brömsen förband sig att, mot befordran, av egna medel anskaffa hästar och utrustning åt underofficerarna och korpralerna.
Skvadronen mönstrades i juni 1701 med 10 officerare, 123 underofficerare och dragoner samt 135 hästar. Först förlades de i Kokenhusen, men från år 1702 vid Schlippenbachs armé. En del år 1704 i Dorpat under dess belägring, år 1705 vid Lewenhaupts armé och sedan i Livland och Kurland. Uppriven i en strid vid Howelshof i Livland år 1708, där Brömsen blev fången. Förbandet fånget i Riga 1710.

## Förbandschefer
- 1700-1704: H.G. von Buddenbrock
- 1704-1710: M. von Brömsen

## Övriga källor
- Höglund, Lars-Eric. Sallnäs, Åke. Stora Nordiska Kriget 1700-1721. Acedia Press, Karlstad 2000. Sid. 86.
- Larsson, Anders, Karolinska uniformer och munderingar åren 1700-1721 s. 108–128. Jengel Förlag Östersund 2022. ISBN 978-91-88573-43-8